# Megotoessa insulana
Megotoessa insulana är en insektsart som beskrevs av Karsch 1889. Megotoessa insulana ingår i släktet Megotoessa och familjen vårtbitare. Inga underarter finns listade i Catalogue of Life.